# Félix Tagawa
Félix Tagawa (* 23. März 1976 auf Neukaledonien) ist ein ehemaliger tahitischer Fußballspieler und mit 14 Toren Rekordtorschütze der tahitischen Fußballnationalmannschaft. Anfang Juli 2012 beendete er seine Karriere.

## Trainerkarriere
Als Trainer des neukaledonischen Erstligisten Hienghène Sport gelang ihm in der Saison 2019 als erster der Gewinn des ozeanischen Triples.